# Uprising (album av Universal Poplab)
Uprising är ett studioalbum av den svenska synthpoptrion Universal Poplab. Det släpptes i Sverige den 29 november 2006. Från albumet släpptes tre singlar, varav alla tre blev hitlåtar i Sverige.

## Låtlista
1. SOMA Generation (3.38)
2. I Could Say I'm Sorry (3.38)
3. Fire (2.40)
4. Heart Apart (3.39)
5. White Night (3.29)
6. Black Love Song (4.46)
7. Vampire In You (3.34)
8. 60 Is The New 40 (5.00)
9. Go Back To Sleep (3.43)
10. The Message (3.58)
11. Sad Song (4.00)
12. New Beginnings (4.56)